# Катеринославська суконна фабрика
Катеринославська суконна фабрика — одна з найстаріших будівель міста Дніпро, пам'ятка архітектури національного значення.
Суконна казенна фабрика була частиною великого промислового району закладеного Потьомкиним на між Половицею й Новим Кодаком, який згодом став міським районом Фабрика, що більшою частиною лежить у нижній частині Центрального району й меншою - у Чечелівському.

## Історія
Закладка і споруда фабрики відбулися на початку 90-х років XVIII століття, під керівництвом генерал-фельдмаршала, князя Г. А. Потьомкіна.
Будівництво було закінчено в короткий строк. Головний корпус був побудований в стилі, характерному для Росії кінця XVIII століття — класичному.
Центральну частину прикрашає десятиколонний грекодоричний портик, що об'єднує обидва поверхи; примикають до нього бічні крила трохи нижче по висоті і оброблені традиційним для стилю рустом.
Автора, який зробив проект фабрики остаточно не встановлено.
За деякими даними, авторство належить архітектору Ф. І. Волкову, але є й інша думка, що автор — зодчий В.П. Стасов, який був у ті роки головним архітектором Катеринослава.
Коли дали указ про відкриття фабрики, Григорія Потьомкіна вже не було в живих, і нова мануфактура перейшла в казну.
Безліч ткачів з кріпаків стали «державними».
Для роботи на мануфактурі кріпаків надсилали з Підмосков'я, Білорусі і з Литви — далекого маєтку князя. Литовців поселили окремо в селі на річці Мокра Сура, яке стало називатися Сурсько-Литовським. Тут для переселенців відкрили підсобну фабричку з очищення вовни.
Працюючим на фабриці литвинам та українцям в рамках русифікації надавали повально російські прізвища Андреєв, Філіпов, Степанов, Захаров, Ричагов та інші про що свідчать відомості виплати заробітної плати. 
Катеринославська суконна та шовково-панчішна мануфактура вважалася найбільшою на той час: на ній працювало дві з половиною тисячі робітників.
Ткали найтонше добротне сукно різноманітних відтінків: блакитного, зеленого, червоного кольорів.
Недарма один з директорів фабрики самовдоволено зазначав: «Сам государь-імператор має декілька мундирів з сукон, тут вироблених».
У ті славетні роки Катеринослав закінчувався на розі вулиці Садової. Фабрика, таким чином, перебувала на відшибі. Кріпаків потрібно було десь розміщувати.
Тому виросла в районі нинішньої Старомостової площі прибережна слобідка, що складалася з бараків і мазанок. У центрі її була побудована церква Покрова Богородиці, яка проіснувала до 20-х років XX століття.
Церква славилась своїми півчими, послухати яких приходили і з Катеринослава.
Фабричне містечко було великим за мірками того часу. Поряд з головним корпусом був побудований ряд дерев'яних добротних будівель для складів сировини і готової продукції, бараки для робітників, церква. Місто ж в основному складався з дерев'яних оштукатурених і саманових будиночків. В рамках розвитку підприємства 1832 року здійснив проект будинку красильні для фабрики архітектор Сергій Грязнов.
Незважаючи на славу, в 1837 році фабрика була закрита — вона виявилася збитковою внаслідок громіздкого адміністративного апарату і малопродуктивної праці кріпаків, не могла конкурувати з приватними підприємствами країни. Після закриття фабрики її будівлі довгий час були покинуті, і лише частина їх використовувалася під склади.
В 1880 році, коли почалося будівництво казенної залізниці, занедбані будівлі колишньої суконної фабрики пристосували для розміщення управління Катерининської залізниці і провіантських складів.
До того часу місто підступило впритул до старих будівель, і вулиця, що утворилася уздовж фабричного містечка, стала називатися Провіантською (нині Пастера), а Катерининський проспект простягнувся від Соборної площі до споруджуваного вокзалу.
Колишнє окраїнне фабричне селище опинилося на центральній міській магістралі, а головний корпус вписався в проспект. Коли Управління залізниці переїхало до нової будівлі, на фабричній території розташувалися Провіантські склади. Після спричиненого більшовиками катастрофічного голоду 1921-23 років радянська влада робить ставку на механічну промислову випічку хліба. 1925 року в головному корпусі фабрики відкрився хлібозавод № 1. Після ремонту 2020-х в історичній будівлі відкрився торгівельний центр.

Перший Хлібозавод.